# Dan Hooker
Daniel Preston Hooker (født 13. februar 1990 i Auckland, New Zealand) er en New Zealandsk MMA-udøver. Han var King in the Ring Middleweight Kickboxing mester, og WKBF X-Rules Welterweight mester, og konkurrerer for øjeblikket lightweight-division i Ultimate Fighting Championship (UFC). Han er juli, 2020, #5 på UFC lightweight rangliste.

## MMA-karriere

### Tidlig karriere
Hooker fik sin professionelle MMA-debut i aarts 2009. Han kæmpede primært i sit hjemland New Zealand og opbyggede rekordliste på 10-4 før han kom Ultimate Fighting Championship.
Hooker er også en professionel kickboxer med en rekordliste på 9-1-3, hvor han har vundet King in the Ring Middleweight Kickboxing mesterskabet, og WKBF X-Rules Welterweight mesterskabet.
Hooker har været MMA-træner siden 2008, hvor han tilbragt sin tid som cheftræner i City Kickboxing klubben i Auckland. I midten af 2018 åbnede Hooker sin egen klub Combat Academy i Ellerslie i Auckland, en state-of-the-art fitnesscenter, der inkluderede en fuldstørrelse bokseringen, og en octagon.

### Ultimate Fighting Championship
Hooker fik sin UFC-debut mod nykommeren Ian Entwistle den 28. juni 2014 på UFC Fight Night 43. Hooker vandt en lige kamp via TKO i første runde.
Hooker mødte Maximo Blanco den 20. september 2014 på UFC Fight Night 52. Hooker tabte kampen via enstemmig afgørelse.
Hooker mødte Hatsu Hioki den 10. maj 2015 på UFC Fight Night 65. Han vandt kampen via knockout på grund af en kombination til hovedet via spark og slag i anden runde. Med denne sejr, blev han den første mand der knockoutede Hioki i en MMA kamp. Sejren tildelte ligeledes Hooker hans første Performance of the Night bonuspris.
Hooker mødte herefter Yair Rodríguez den 3. oktober 2015 på UFC 192. Han tabte kampen via enstemmig afgørelse.
Hooker mødte Mark Eddiva den 20. marts 2016 på UFC Fight Night 85. Han vandt kampen via monteret guillotine choke i første runde.
Hooker mødte Jason Ridder den 27. november 2016 på UFC Fight Night 101. Han tabte kampen via enstemmig afgørelse.
Hooker kæmpede mod Ross Pearson den 11. juni 2017 på UFC Fight Night 110. Han trænede lokalt i City Kickboxing i Newton i Auckland. Han vandt kampen via knockout i anden omgang. Sejren tildelte ligeledes Hooker hans anden Performance of the Night bonuspris.
Hooker mødte Marc Diakiese den 30. december 2017 på UFC 219  Han vandt kampen via guillotine choke submission tredje runde.
Hooker mødte Jim Miller den 21. april 2018 på UFC Fight Night 128. Han vandt kampen via knockout i første runde.
Hooker mødte Gilbert Brænder den 7. juli 2018 vpå UFC 226. Han vandt kamp via knockout i første runde.
Hooker mødte Edson Barboza den 15. december 2018 på UFC on Fox 31. Hooker viste robusthed og slidstyrke efter at være blevet domineret af slag, men blev til sidst TKO'et i tredje runde, hvilket var første gang, han blev afsluttet med slag i en MMA-kamp.
Hooker mødte James Vick den 20. juli 2019 på UFC på ESPN 4. Han vandt kamp via knockout i første runde. Denne sejr gav ham Performance of the Night bonusprisen.
Hooker mødte Al Iaquinta den 6. oktober 2019 på UFC 243. Han vandt kampen via enstemmig afgørelse.
Hooker mødte Paul Felder den 23. februar 2020 på UFC Fight Night: Felder vs. Hooker. Hooker vandt kampen via kontroversiel split decision. Ud af 17 medier, scorede 12 den til Felder, og kun 4 til Hooker.  Denne kamp gav ham en Fight of the Night bonuspris.
Hooker mødte Dustin Poirier den 27. juni 2020 på UFC on ESPN: Poirier vs. Hooker. Han tabte kampen via enstemmig afgørelse. Sejren tildelte ham Fight of the Night-bonusprisen.

## Privatliv
Hooker kører og underviser i MMA i sin eget klub Combat Academy i Auckland, New Zealand.

## Mesterskaber og resultater
- Ultimate Fighting Championship
  - Performance of the Night (Tre gange) vs. Hatsu Hioki, Ross Pearson og James Vick[11][22][33]
  - Fight of the Night (To gange) vs. Paul Felder og Dustin Poirier[38][41]

- Australian Fighting Championship
  - Lightweight Championship (Én gang)[43]
    - To succesfulde titelforsvar
- Supremacy Fighting Championships
  - New Zealand Lightweight Championship[44]
- MMAJunkie.com
  - 2015 May Knockout of the Month vs. Hatsu Hioki[45]
  - 2020 February Fight of the Month vs. Paul Felder[46]
  - 2020 June Fight of the Month vs. Dustin Poirier[47]